# دونا مارتن
دونا مارتن (بالإنجليزية: Donna Martin)‏ هي مجدفة أسترالية، ولدت في 11 يناير 1980.

## وصلات خارجية
- دونا مارتن على موقع الاتحاد الدولي للتجديف (الإنجليزية)
- دونا مارتن على موقع اللجنة الأولمبية الدولية (الإنجليزية)
- دونا مارتن على موقع أوليمبيديا (الإنجليزية)
- دونا مارتن على موقع اللجنة الأولمبية الأسترالية (الإنجليزية)